# Edwin O'Connor
Edwin O'Connor (Providence, 29 luglio 1918 – Boston, 23 marzo 1968) è stato uno scrittore, giornalista personaggio radiofonico statunitense che vinse, nel 1962, il Premio Pulitzer per la narrativa grazie al suo The Edge of Sadness.

## Biografia
I suoi romanzi sono incentrati sull'esperienza irlando-americana e spesso trattano delle vite di politici e sacerdoti.